# Іан Едвін Стюарт
Іан Едвін Стюарт (англ. Ian Edwin Stewart, нар. 10 вересня 1961, Белфаст) — північноірландський футболіст, що грав на позиції нападника за низку англійських клбуних команд, а також національну збірну Північної Ірландії, у складі якої брав участь у чемпіонаті світу 1986 року.

## Клубна кар'єра
У дорослому футболі дебютував 1980 року виступами за команду «Квінз Парк Рейнджерс», кольори якої з піврічною перервою на оренду до «Міллволла» захищав до 1985.
Згодом перейшов до «Ньюкасл Юнайтед», де протягом сезону 1985/86 був основним гравцем і провів 29 матчів у найвищому на той час англійському дивізіоні. Утім наступного сезону отримував менше ігрового часу і по його завершенні перейшов до «Портсмута», що саме повернувся до першого дивізіону.
У «Портсмуті» не закріпився і вже наступного року став гравцем третьолігового «Брентфорд», а ще за рік — іншого представника того ж рівня англійської першості, «Олдершота».
Завершував ігрову кар'єру на початку 1990-х у нижчолігових «Колчестер Юнайтед» і «Гарров Боро».

## Виступи за збірну
1982 року дебютував в офіційних матчах у складі національної збірної Північної Ірландії. Захищав її кольори протягом шести років, взявши участь у 31 офіційній грі.
У складі збірної був учасником чемпіонату світу 1986 року у Мексиці, де виходив на поле в усіх трьох іграх групового етапу, який північноірландцям подолати не вдалося.